# Entitat Coral La Violeta de Clavé
L'Entitat Coral La Violeta de Clavé va ser una societat cultural dedicada al cant coral masculí fundada l'any 1881 a Barcelona. S'emmarca dins del moviment dels Cors de Clavé, que seguien els principis establerts per Josep Anselm Clavé.

## Història
De les primeres dècades no es conserven registres ni notícies de l'entitat. La primera documentació conservada correspon a l'any 1911, però el gruix de la seva activitat de la que en queda constància és dels anys 20 i 30. Es va caracteritzar per una intensa activitat cultural que va anar més enllà de la purament musical. Com a exemples destaquen l'organització d'excursions per a socis, la seva participació i victòria en nombroses edicions del concurs anual de caramelles de l'ajuntament de Barcelona, l'organització de conferències i festivals i la seva participació i col·laboració amb altres entitats corals d'arreu de Catalunya i d'altres territoris.
A partir de 1920 La Violeta de Clavé va començar a publicar un butlletí, primer mensual i després bimensual, que tot i les irregularitats en la seva publicació a causa de problemes econòmics va esdevenir el principal òrgan de comunicació de l'entitat. En ell s'incloïen des de notícies i programacions de concerts de la societat a articles sobre la figura de Clavé o el paper de les societats corals. Entre final dels anys 20 i començament dels 30, la seva darrera etapa de publicació, va ser conegut amb el nom de L'Estela.
De la dècada dels anys 20 també data la creació d'una escola infantil de solfeig dirigida per Jaume Petit i posteriorment una secció coral específica per a nens i nenes. En la secció principal masculina va destacar especialment el paper de Pere Jordà i Valls com a director de cor. L'any 1933 s'aprovaven uns nous estatuts a partir dels quals la societat passaria a denominar-se Entitat Coral Obrera La Violeta de Clavé. Al mateix temps es creava una Secció Mútua amb els seus propis estatuts per ajudar els socis en determinades circumstàncies. De la etapa que compren aquestes dues dècades cal assenyalar les presidències d'Emili Ciuró i Marcel Bellprat.
L'esclat de la guerra civil marca l'inici de la decadència de la societat a causa de la paralització de la major part de la seva activitat i l'absència d'una part dels socis. Un cop acabat en conflicte bèl·lic subsistirà legalment únicament com a mutualitat fins a la seva dissolució en algun moment indeterminat a partir de 1945, data de l'últim registre.

## Fons
El Centre de Documentació i Museu de les Arts Escèniques (MAE) conserva la documentació de La Violeta de Clavé gràcies a la donació de Marcel Bellprat i Folch, soci de l'entitat i president en diverses etapes, l'any 1968.